# Штейнгель Федір Рудольфович
Барон Федір Рудольфович Штейнгель (Теодор фон Штайнгайль, нім. Theodor von Steinheil, 27 листопада (9 грудня) 1870, Санкт-Петербург, Російська імперія — 11 квітня 1946, під Дрезденом (Радебург, Радянська зона окупації Німеччини) — громадсько-політичний і культурний діяч Російської імперії та Української Держави, дипломат.
Депутат І Державної думи Російської імперії. Член ТУП, Генеральний секретар торгівлі й промисловості Центральної Ради. Посол Української Держави у Берліні. Засновник Городоцького музею — першого світського музею на Волині й сільського в Україні.

## Життєпис

### Приватне життя

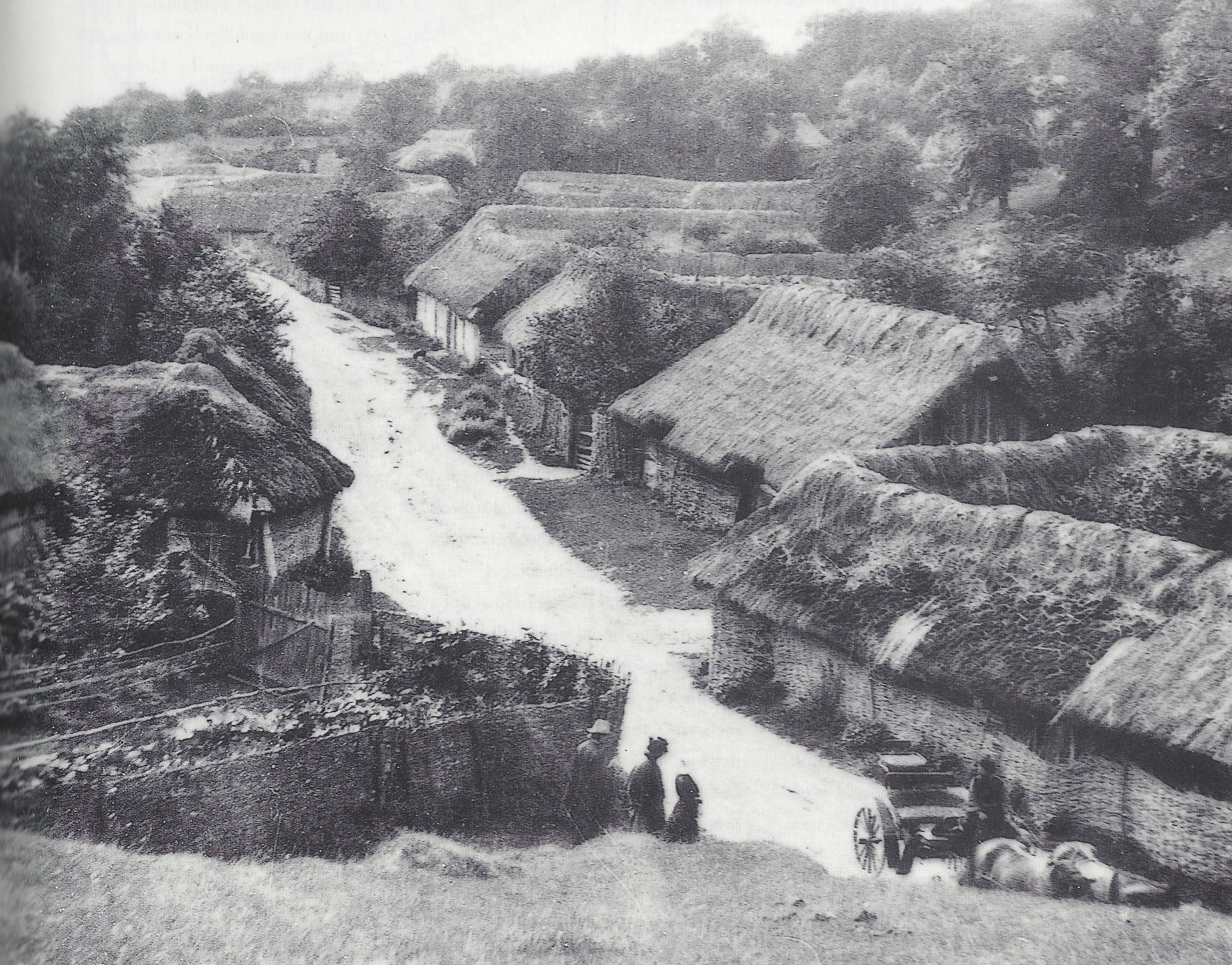
Вулиця в Городку

Народився 27 листопада (9 грудня) 1870 року в сім'ї балтійського німця Рудольфа Штейнгеля і українки з походження Марії Камінської в столиці Російської імперії Санкт-Петербурзі. Батько, Рудольф Штейнгель, був статським радником, працював інженером шляхів сполучення в різний час на будівництві Петрогадської, Московсько-Рязанської, Московсько-Курської, Балтійської та Ростово-Владикавказької залізниць.
1879 року Рудольф Штейнгель придбав маєтність у Городку Волинської губернії, на той час Федькові було вісім років. Федько відвідував Городок лише під час літніх вакацій. За маєток Штейнгелям правив колишній греко-католицький монастир — резиденція митрополита Атанасія Шептицького. Взимку, разом з братом, мешкали в Києві. Федір Штейнгель мешкав в особняку по вулиці Бульварно-Кудрявській, 27, придбаному його батьком і проданому 1901 року лікареві Михайлу Лапінському.
Навчався спочатку в Київському університеті, а згодом на природничому відділенні фізико-математичного факультету Варшавського університету, закінчити який завадив стан здоров'я — страждав нападами епілепсії.

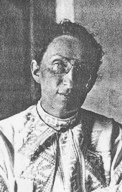
Віра Штейнгель

Під час побуту у Варшаві зібрав колекцію букіністичної літератури про Волинь. Познайомився з Миколою Біляшівським, який у майбутньому розробив структурний план Городоцького музею.
1891 року Федір Штенгель вперше одружується з Марією Іванівною Шандибіною, українкою за походженням. Через рік, під час пологів вона померла, залишивши новонародженого сина Бориса.
1892 року, після смерті батька, успадкував городоцьку маєтність — понад 700 десятин землі.
26 вересня 1893 року взяв шлюб із двоюрідною сестрою Вірою Миколаївною, з якою мав синів Володимира та Миколу. Померла в Парижі 1910 року.
1900 року був власником фабрики кахелю у місті Холм Люблінської губернії.
У жовтні 1919 року в Одесі комуністи убили його сина — Бориса Штейнгеля.
Після поразки УНР у Радянсько-українській війні Федір Штейнгель залишив окупований більшовиками Київ та повернувся до Городка, котрий відійшов до Польщі. За іншою версією, після припинення існування Української держави Павла Скоропадського, Федір Штейнгель залишався в Берліні, до Городка повернувся лише 1924 року. Радянська влада конфісковує всі підприємства, будинки і маєтки Федора Штейнгеля та його братів в Україні та на Кавказі.

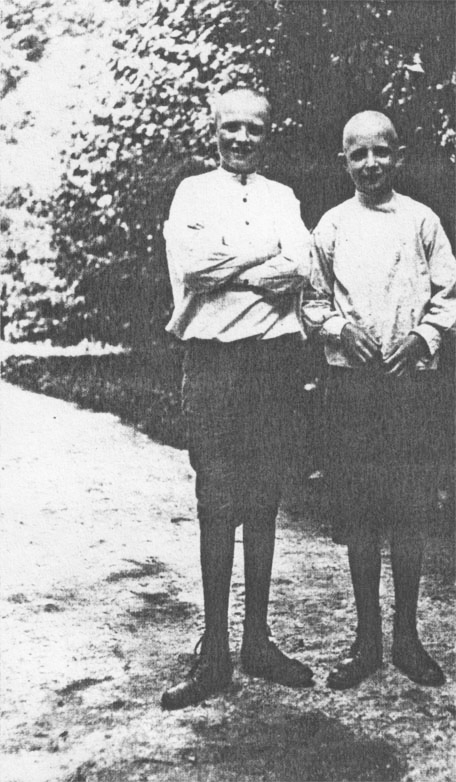
Борис і Володимир Штейнгелі в дитячому віці

Одружився втретє. Третьою дружиною стала колишня гувернантка дітей Федора Штейнгеля, за походженням німкеня, Олександра Вільгельмівна. З нею прожив до кінця віку і народив третього сина Федора.
Друга дружина Віра Миколаївна була похована у родинній усипальниці на Аскольдовій могилі, збудованій архітектором Владиславом Городецьким. 1936 року склеп висаджений у повітря комуністами. Звістка про цю подію сильно вразила Федора Штейнгеля. Також комуністи знищили фундовану матір'ю Федора — баронесою Марією Штейнгель, Стрітенську церкву в Києві.
1939 року Городок зайняли радянці. Маєтки барона конфіскували, а сам він із сім'єю змушений був жити в домі своєї колишньої кухарки. За спогадами свідка подій, усе своє майно, зокрема меблі і книги, роздав знайомим та друзям.
Після початку репресивних заходів з боку радянців щодо місцевої інтелігенції, переодягнувшись в селянський одяг, разом з дружиною і сином вночі залишив Городок. За кілька днів до Городка у пошуках Штейнгелів прибули співробітники НКВС. Як описала свідок тих подій Ірина Куліш-Лукашевич:

Осіннім хмурим вечором 1939 року до нашого будинку по вулиці Скорупки, 3 (пізніше Чапаєва) під'їхала підвода, з неї зійшли люди в селянському одязі — жупанах, чоботах, хустках. Напевно і запам'ятався цей епізод мені тому, що видався маскарадом: в такому незвичному вигляді з'явились Штейнгелі… Наступного ранку їх уже в домі не було. Як пізніше розповідав мені дід, о 4-ій годині ранку за ними прийшов «провідник»… і вони зникли.

Оселився під Дрезденом (у Радебурзі), де й помер 11 квітня 1946 року (за іншою версією смерть настала 2 лютого). Там і похований. Наприкінці життя писав мемуари. Протягом багатьох десятиліть ім'я Федора Штейнгеля в Україні замовчувалося.

### Політична й громадська діяльність

#### Громадські обов'язки
Почесний мировий суддя Рівненського повіту, член облікового, позичкового комітету Рівненського відділення Державного банку, почесний наглядач Рівненського 2-класного міського училища.

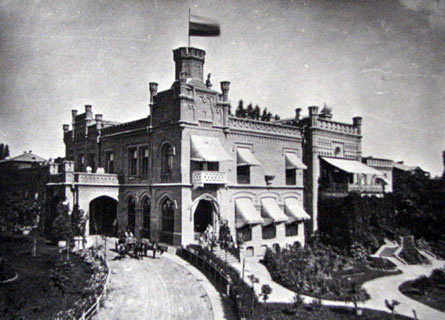
Палац Штейнгелів у Києві на вулиці Бульварно-Кудрявській

Очільник Київського товариства взаємного кредиту з річним обігом капіталу майже в пів мільярда рублів. Член опікунської ради Київського комерційного інституту.
За часів Першої світової війни був членом, а з осені 1915 року головою Комітету Південно-Західного фронту Всеросійського союзу міст. Незабаром, за протекцією Федора Штейнгеля, Комітет став майже виключно українським, до його складу ввійшли: Андрій В'язлов, Микола Біляшівський, Дмитро Дорошенко, Андрій Ніковський, В. Уляницький, Федір Матушевський, Володимир Леонтович, Іван Красковський.
Окрім виконання безпосередньо покладених на Комітет функцій допомоги пораненим воякам, біженцям і відновлення інфраструктури прифронтової смуги, під головуванням Федора Штейнгеля зроблено значний внесок в розвиток українського шкільництва. За надані Комітетом кошти, «Товариство Півдня Росії», під маркою «Всеросійського союзу міст», відкрило в Галичині сотні дитячих захоронок, народних шкіл з українською мовою навчання. Десятки подібних шкіл відкрито довкола Києва. Матеріальну допомогу від Комітету отримували українські гімназії в Тернополі, Чорткові й Чернівцях. Для шкіл Галичини закуплено й передано тисячі українських підручників.
Згодом колега по роботі в Комітеті, однопартієць і брат-масон Дмитро Дорошенко згадував:

Мало мені доводилося бачити на своїм життєвім шляху таких прекрасних шляхетних людей, як барон Федір Штейнгель.
Як людина — це був джентльмен у кращому й ідеальному розумінні цього слова. Мати з ним справу було для кожного найбільшою приємністю, настільки це була мила та симпатична людина. В українських колах він користувався високою повагою й авторитетом.

#### У масонерії
У масони посвячений на початку ХХ століття. З 1908 року — засновник і майстер-намісник масонської ложі «Київська зоря». Також член однієї з французьких лож. Наприкінці 1909 року від «Київської зорі» відпаростилася нова ложа — «Правда», що виконувала функцію Малої ради — керівного центру київських лож, в роки Першої світової війни це була друга після петербурзької місцева рада в Російській імперії. Венераблем, себто головою ложі, був Федір Штейнгель.
Авторитетний український масон Михайло Грушевський вважав Федора Штейнгеля «людиною дуже обмеженою, але амбітною». Ще на конвенті 1912 року Федір Штейнгель виступив проти Михайла Грушевського в суперечці між українськими і російськими масонами щодо назви новоствореної загальноросійської масонської організації, яка зрештою отримала компромісну назву «Великого сходу народів Росії». Протягом 1912—1917 років входив до Верховної ради згаданої організації. На думку дослідника українського масонства Віктора Савченка, з 1912 року Федір Штейнгель став венераблем «Великого сходу народів Росії».
Протягом літа-осені 1916 року «Великим сходом народів Росії» був розроблений план повалення російського імператора Миколи ІІ та зміни конституційного ладу в державі з монархії на республіку шляхом воєнно-придворного перевороту. Повалення царя в масонських колах тоді розглядали як реальний шанс перемоги Росії і союзників з Антанти в Першій світовій війні. Того ж року українські масони зібрали значні кошти на майбутню революцію.

#### Доброчинство

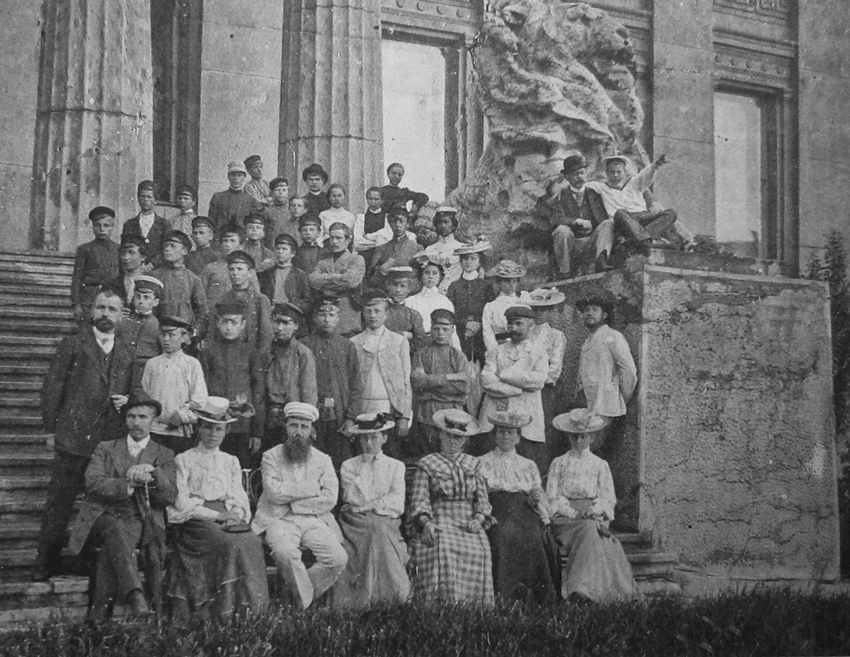
Екскурсія до Київського художньо-промислового музею, організована Федором Штейнгелем для учнів та вчителів Городоцького двокласного училища. Світлина початку ХХ століття. Федір Штейнгель сидить у першому ряду третій зліва

Активно займався меценатською діяльністю. Збудував у Городку двокласне сільське училище, навчання селянських дітей в училищі відбувалося коштом Федора Штейнгеля; цегляну лікарню святого Бориса (стаціонарна з 1897 року), де безплатно лікувалися всі хворі, зокрема декілька тисяч хворих з проблемами зору; лазню для селян; утримував пожежну валку. Під час епідемії холери в 1893—1895 роках бароном Штейнгелем були облаштовані безкоштовні чайні в Городку, Ставках і Великому Олексині. Вимостив дорогу з Городка до Клеваня. Федір Штейнгель дбав про погорільців, жертвував на будівництво церков, притулків, придбання церковного майна, виплати щомісячних пенсій багатьом біднякам і калікам.
За межами Волині Федір Штейнгель найбільші пожертви зробив на жіночу й акушерську клініку при Київському Імператорському Університеті Святого Володимира — 15 000 рублів, дитячу клініку при тому ж університеті — 3000 рублів, Житомирський пологовий притулок — 2000 рублів, будівництво православного соборного храму у Варшаві — 5000 рублів, будівництво реального училища святої Катерини при київській лютеранській громаді — 1000 рублів, реставрацію Аскольдової могили — 1000 рублів.

#### Політична діяльність часів Російської імперії
Член Конституційно-демократичної партії з грудня 1906 року, член «брошурної» комісії; входив до складу її Київського обласного комітету, голова Рівненського повітового комітету; делегат 2-го і 3-го з'їздів партії. З 17 квітня 1906 року — депутат Першої Державної думи від міста Києва. Входив до Конституційно-демократичної фракції.
Належав до Української парламентарної громади Державної Думи. На одному з пленарних засідань виступив з ідеєю національно-територіальної автономії України. Член комісій: розпорядчої, Комісії «33-х» з відпрацювання аграрного закону. Один з ініціаторів закону про громадянську рівність. Підписав законопроєкти: «42-х» з аграрного питання, «Про громадянську рівність», «Про зібрання», «Про зміну статей 55-57 Заснування Державної думи». Доповідач 4-го відділу з перевірки прав членів Державної думи. Брав участь в дебатах про Білостоцький погром. Підтримав численні протести проти адміністративного свавілля. Ратував за скасування смертної кари.
Приставав на ліве крило Конституційно-демократичної партії. На 6-му з'їзді партії в лютому 1916 року обраний до складу її Центрального Комітету.

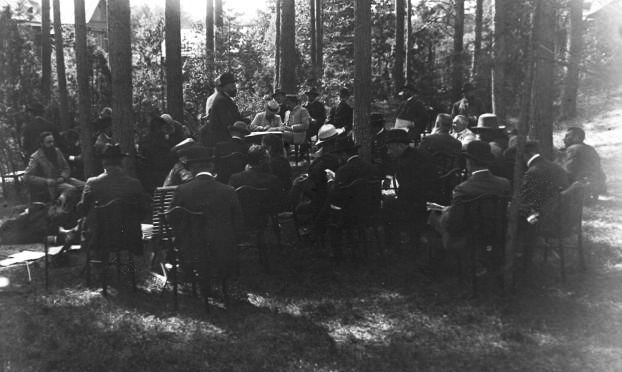
Нарада депутатів Першої Державної думи — членів Конституційно-демократичної партії після підписання Виборзької відозви. Сидить крайній ліворуч барон Федір Штейнгель. Селище Терійокі (нині Зєлєногорськ в Російській Федерації), 1906

Після розпуску 1-ї Державної Думи, за виступ перед селянами Городка із закликом не давати гроші в державну скарбницю на утримання солдат і армії, Волинське губернське жандармське управління порушило проти Федора Штейнгеля кримінальну справу, згодом, не отримавши свідчень від селян, закриту за відсутністю складу злочину.
Підписав Виборзьку відозву 180 депутатів 1-ї Державної Думи, за що був засуджений до 3-місячного ув'язнення і позбавлення виборчих прав. Разом з іншими депутатами-підписантами відозви, розпущеної царем Державної думи, відбував покарання в санкт-петербурзькій в'язниці «Крєсти». Під час виборів до 2-ї Державної Думи (січень 1907) не мав права бути обраним до Думи.
З 1908 року — член Товариства Українських Поступовців. Разом з іншими діячами ТУП і конституційними демократами-українцями підписав заяву на адресу трудової і конституційно-демократичної фракції Четвертої Державної думи з висловлюванням протесту проти придушення національного українського руху і з вимогою націоналізації освіти в інтересах культурного розвитку українського народу та надання автономії Україні на рівні з іншими народами. На його квартирі в Києві в лютому 1914 року відбулася нарада Павла Мілюкова з лідерами ТУП і київських конституційних демократів. В роки Першої світової війни увійшов до Ради ТУП, але в грудні 1916 року заявив про свій вихід з організації, заперечуючи проти прийнятою Радою декларації «Наша позиція» про перехід від нейтралітету до протесту проти війни. Підписав відозву Ради ТУП від 8 березня 1917 року із закликом до народу підтримати новий державний устрій, робити внески на національний фонд, засновувати українські школи, відновлювати і засновувати нові «Просвіти», підтримувати українську пресу і готуватися до Установчої Ради, яка мала розглянути питання проголошення автономії України в перебудованій на федеративній основі Росії.
З 14 березня 1917 року, за протекцією Олександра Керенського, обраний головою Виконавчого комітету (із 12 осіб) Ради об'єднаних громадських організацій, що був представником влади Тимчасового уряду і впродовж перших пореволюційних місяців фактично найвищою владою у Києві й губернії.

#### Політична діяльність часів Української революції
Брав участь у роботі Всеукраїнського національного конгресу, входив до складу президії, став членом Української партії соціалістів-федералістів. Кандидат від партії на муніципальних виборах в Києві. Голова виконавчого комітету Київської міської думи.
У першому складі Центральної Ради був Генеральним секретарем торгівлі й промисловості. Відмовився обійняти посаду секретаря фінансів у другому складі, що йому її запропонував Дмитро Дорошенко.
Разом з Костянтином Василенком намагалися зменшити вплив Михайла Грушевського в питанні набуття повноти Центральною Радою влади в Україні, перебуваючи в фарватері міністра-голови Тимчасового уряду Олександра Керенського.

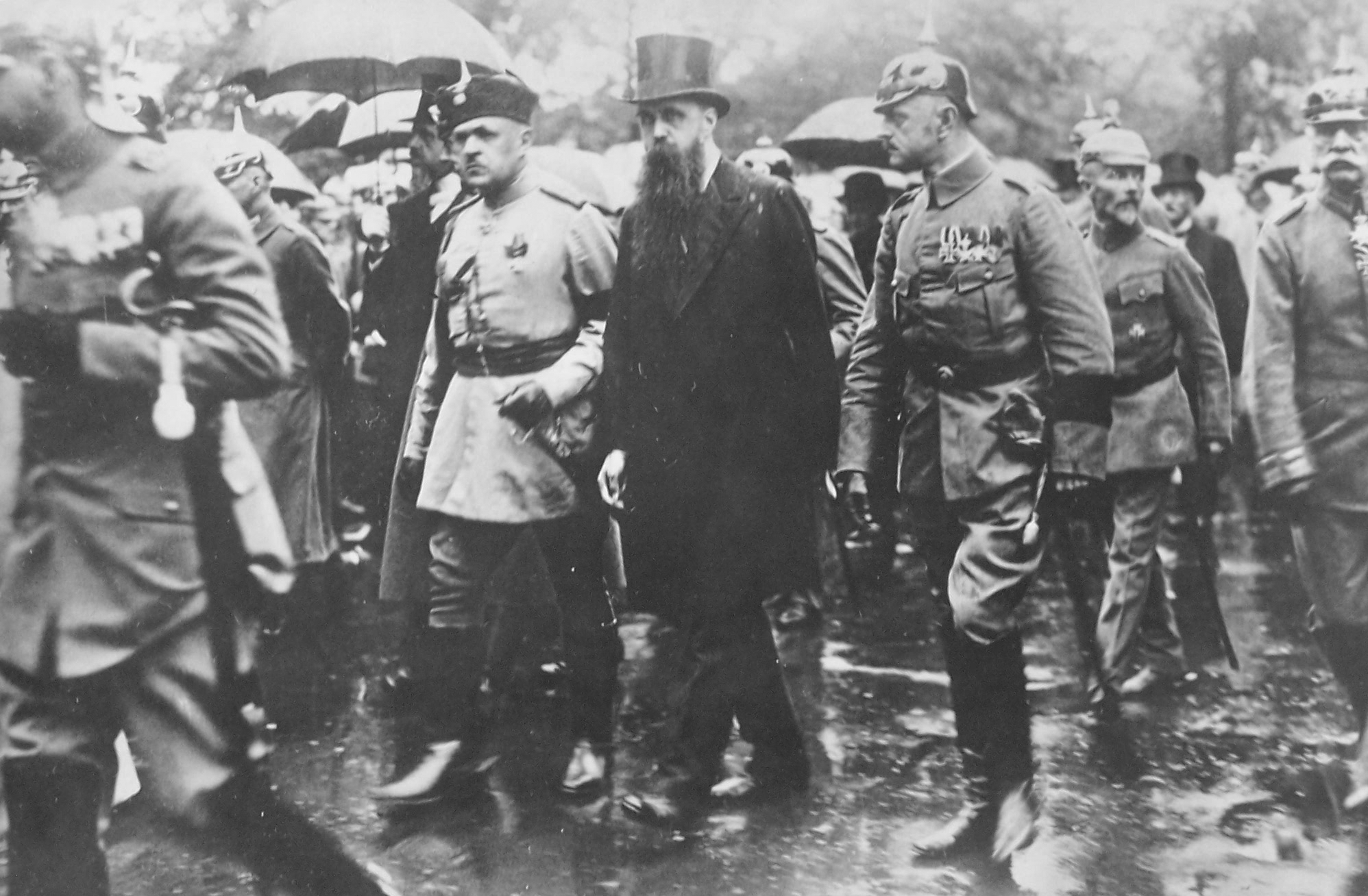
Український посол Федір Штейнгель і турецький посол в Берліні Ріфат Паша на похороні вбитого в Україні генерал-фельдмаршала Германа фон Ейхгорна, 1918

За часів Гетьманату (від 1918 року) — посол Української Держави в Берліні, підтримував добрі зв'язки з дипломатами нейтральних держав (Іспанії і Нідерландів). Сприяв налагодженню дипломатичних відносин Фінляндії й Грузії з Українською Державою. На той час посада українського посла в Німеччині важила більше, ніж міністр іноземних справ. Як посол України брав участь в організації візиту Павла Скоропадського до Німецької імперії, який відбувся у вересні 1918 року.
Сам гетьман Павло Скоропадський згадував про Штейнгеля наступне:

До Берліна поїхав барон Штейнгель, найчесніший та найшляхетніший українець, що носив лише німецьке прізвище, але навіть не розмовляв німецькою, що, звісно, було для його діяльності значним недоліком.

На посаді посла допустився суттєвої помилки, набравши до складу посольства етнічних росіян, що сформувало в Берліні відношення до українського посольства, як до російського. Вірчу грамоту з рук кайзера Німеччини Вільгельма ІІ Федір Штейнгель отримав 9 листопада 1918 року, це була остання аудієнція в кайзера, 28 листопада Вільгельм ІІ зрікся престолу. Невдовзі, внаслідок повстання Директорії, 14 грудня 1918 року зрікся влади гетьман Павло Скоропадський. З 11 лютого 1919 року послом відновленої Української Народної Республіки у Берліні став Микола Порш.
Пізніше про роботу посла Федора Штейнгеля у Берліні згадував болгарський дипломат та історик Іван Шишманов:

Навідався барон Штейнгель — його щойно призначили українським послом у Берліні. Красень, високий, років 40-42. Бліде обличчя, довгаста борода, як у патріарха. Вельми коректний.
Його батько — остзеєць, але сам барон німецьку знає погано, французьку також, хоча у дитинстві мав гувернантку-француженку.
Говорив про Крим, що його треба втримати — він потрібен Україні.

#### Політична діяльність часів ІІ Речі Посполитої
Був членом Селянської Росії — Робітничої Селянської Партії Сергія Маслова. Від партії представляв Волинь на I з'їзді російських організацій у Польщі 25 грудня 1935 року. 1939 року партія припинила своє існування. Син Федора Штейнгеля — Володимир, очолював організацію російської національної меншини в ІІ Речі Посполитій — Російський народний союз (пол. Rosyjska Unia Ludowa).

### Наукова й музейна діяльність

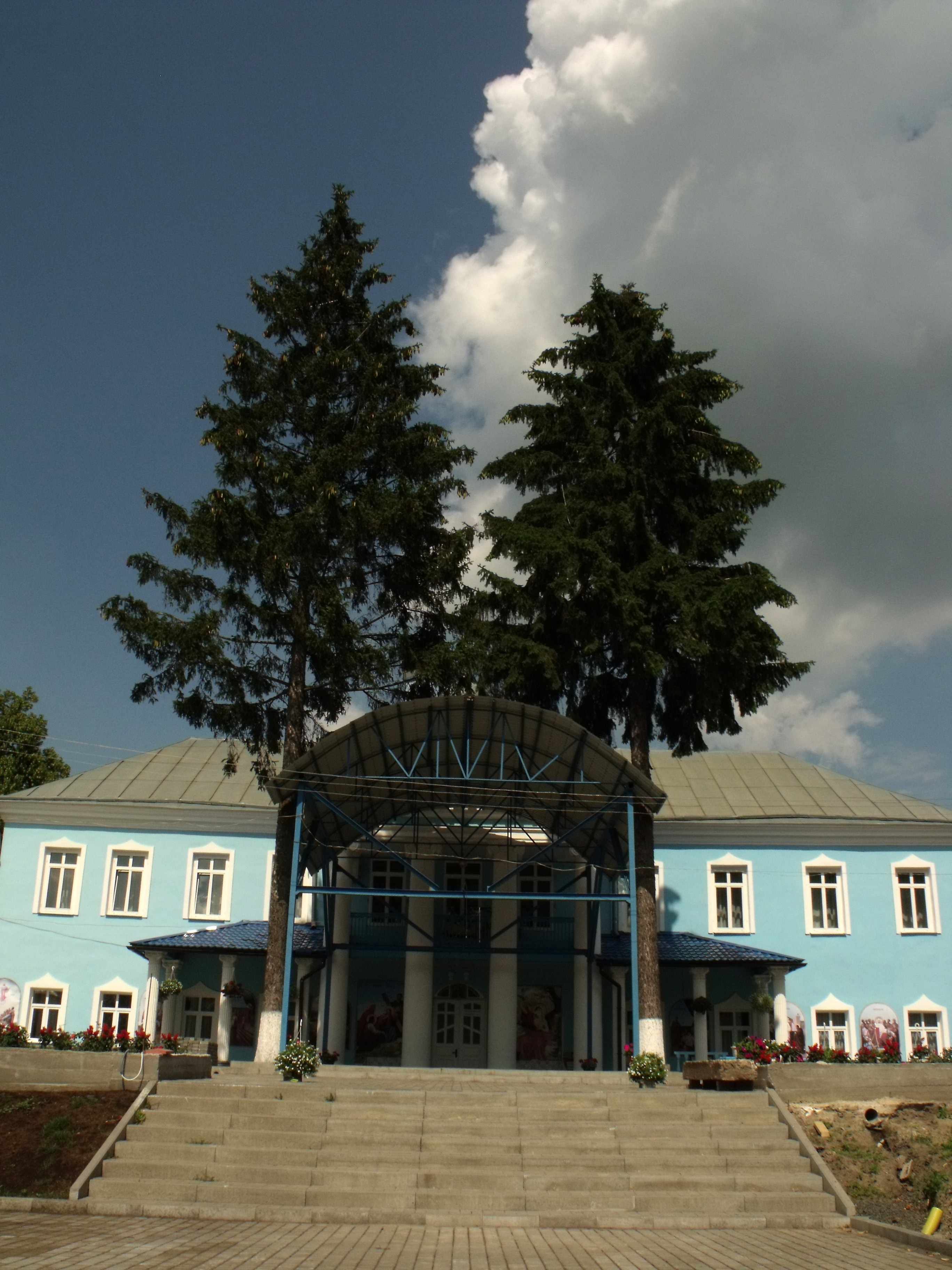
Палац Штейнгелів у Городку, нині один з корпусів Свято-Миколаївського монастиря з домовою церквою святого Іллі

1896 року разом із своїм приятелем Миколою Біляшівським заснував і очолив в Городку музей з цінними археологічними, історичними та етнографічними волинськими музеаліями. Перший світський музей (тут вперше на Волині застосовано музейну форму експонування предметів старовини), але водночас — перший сільський музей на Волині і в Україні.

Звісно, я не претендую створити одразу музей Волинської губернії, я хочу лише підштовхнути цю справу, покласти, так би мовити, перший камінь, а послідовники цього, маю надію, знайдуться… Ось чому думаючи, що в кожній справі важливо від самого початку поставити її міцно, я одразу хочу надати йому строго науковий, зовсім не дилетантсько-любительський характер,
— писав Федір Штейнгель.
Виступав із доповідями і рефератами на різноманітних конференціях та з'їздах. Займався природознавством, автор декількох наукових праць із зоології. Член Імператорського Російського ентомологічного товариства, Київського товариства натуралістів, Київського гуртка природознавства, а з 7 лютого 1914 року — член Українського Наукового Товариства в Києві, деякий час товариш (заступник) голови Товариства.
Займався розкопками над річками Горинь та Уборть.
1909 року городоцький маєток баронів Штейнгелів відвідали учасники волинської експедиції на чолі з відомим українським етнографом Хведором Вовком. Левко Чикаленко прибув до Городка раніше від інших, тож мав досить часу ближче зазнайомитися з власниками:

Цікава то була родина, з великими зв'язками серед російського суспільства, але з виразними симпатіями до всього українського. Барон був мрійник, людина не активна, хоча дуже освічена. Студіював він замолоду зоологію за кордоном, потім одружився з своєю кузиною, і осів на господарстві. Діти барона Волік та Котік — зовнішньо типові німченята — були хороші жваві хлопчаки по 8—9 років. З ними та і з їхньою матір'ю коротав я в розмовах та прогулянках по околиці Городка досить довгі дні чекання. Розглядав музей з усіма можливими для краєзнавчого музею відділами, що то старанно зібрав з накладом великого гроша барон.

## Вшанування пам'яті
Вулицею Барона Штейнгеля названа одна з вулиць села Городок Рівненського району Рівненської області, біля загальноосвітньої школи встановлено меморіальну таблицю. Також ім'я Штейнгеля носить одна з вулиць міста Рівне.